# Генипин
Генипин  — химическое соединение, обнаруженное в экстракте плодов гардении. Это агликон иридоидного гликозида генипозида, который присутствует в плодах Gardenia jasminoides.
Генипин является отличным природным агентом для сшивания белков, например, коллагена и желатина, он также хорошо сшивает полисахарид хитозан. Это низко токсичное вещество с ЛД50 в 382 мг/кг для мышей, то есть он гораздо менее токсичен, чем глютаральдегид и многие другие широко используемые синтетические сшивающие агенты. Кроме того, генипин может быть использован в качестве регулирующего агента для доставки лекарственных средств, как сырье для изготовления натурального голубого пигмента, и как промежуточное звено для синтеза алкалоидов.
In vitro эксперименты показали, что генипин блокирует действие разобщающего белка 2.